# جون ألبرت شيبارد
جون ألبرت شيبارد هو سياسي كندي، ولد في 1 سبتمبر 1875، وتوفي في 1947. انتخب عضو المجلس التشريعي من ساسكاتشوان.